# 三氰基甲烷
三氰基甲烷是一种多腈，为三个氰基取代甲烷的衍生物。它于2015年9月被成功制得。
三氰基甲烷是一种酸，其稀溶液和盐在很久之前便已得到。它是碳负离子强酸之一，其pKa的预测值为-5.1（水中）及5.1（乙腈中）。硫酸和三氰基甲烷钠的反应（H. Schmidtmann，1896）被认为是不准确的。反应会生成水合物(NC)3C−H3O+，或者是(Z)-3-
氨基-2-氰基-3-hydroxyacrylamide（(H2N)(OH)C=C(CN)CONH2），其产物和反应条件有关。钠盐的THF溶液和氯化氢气体的反应会生成1-氯-1-氨基-2,2-二氰基乙烯（(NC)2C=C(NH2)Cl）及其异构体。
在2015年，Ludwig Maximilian University of Munich的科学家团队成功分离出了三氰基甲烷。他们发现此化合物在–40 °C以下稳定，但他们在先前則认为三氰基甲烷在室温稳定。他们的发现得出三氰基甲烷是一种无色液体。